# Шеррі (Вісконсин)
Шеррі (англ. Sherry) — місто (англ. town) в США, в окрузі Вуд штату Вісконсин. Населення — 755 осіб (2020).

## Демографія
Згідно з переписом 2010 року, у місті мешкали 803 особи в 296 домогосподарствах у складі 227 родин. Було 318 помешкань
Расовий склад населення:
| - 98,5 % — білих - 0,6 % — корінних американців |

До двох чи більше рас належало 0,7 %. Частка іспаномовних становила 0,7 % від усіх жителів.
За віковим діапазоном населення розподілялося таким чином: 24,3 % — особи молодші 18 років, 64,7 % — особи у віці 18—64 років, 11,0 % — особи у віці 65 років та старші. Медіана віку мешканця становила 41,6 року. На 100 осіб жіночої статі у місті припадало 113,0 чоловіків;  на 100 жінок у віці від 18 років та старших — 114,1 чоловіків також старших 18 років.
Середній дохід на одне домашнє господарство  становив 66 555 доларів США (медіана — 56 635), а середній дохід на одну сім'ю — 75 481 долар (медіана — 66 964). Медіана доходів становила 46 458 доларів для чоловіків та 40 179 доларів для жінок. За межею бідності перебувало 10,0 % осіб, у тому числі 18,7 % дітей у віці до 18 років та 5,7 % осіб у віці 65 років та старших.
Цивільне працевлаштоване населення становило 469 осіб. Основні галузі зайнятості: виробництво — 19,0 %, освіта, охорона здоров'я та соціальна допомога — 15,8 %, сільське господарство, лісництво, риболовля — 12,8 %, транспорт — 12,4 %.